# Yogurtland
A Yogurtland é uma franquia internacional de iogurte congelado com sede em Farmers Branch, Texas, Estados Unidos. A Yogurtland oferece iogurte congelado self-service com culturas ativas, bem como outras sobremesas congeladas, como sorvete, sorbet e guloseimas à base de plantas que atendem a uma variedade de preferências alimentares. A Yogurtland tem lojas em dez estados nos Estados Unidos, também nos Emirados Árabes Unidos, Guam, Omã, Indonésia e Tailândia. A rede de iogurtes é considerada a pioneira do formato self-service, que dá aos clientes a oportunidade de personalizar seus sabores e coberturas.

## História
A Yogurtland foi fundada em fevereiro de 2006 por Phillip Chang, que também é o CEO da rede. A primeira unidade da Yogurtland foi localizada em Fullerton, Califórnia. A Yogurtland é a principal franquia de frozen yogurt self-service dos Estados Unidos e foi a primeira empresa de iogurte congelado conhecida por adicionar frutas frescas à barra de coberturas. A Yogurtland tem unidades na Venezuela, Austrália, Guam, Emirados Árabes Unidos, Omã, Cingapura, Indonésia e Tailândia. A Yogurtland foi expandida por meio de franquias, que incluem mais de 100 parceiros franqueados.

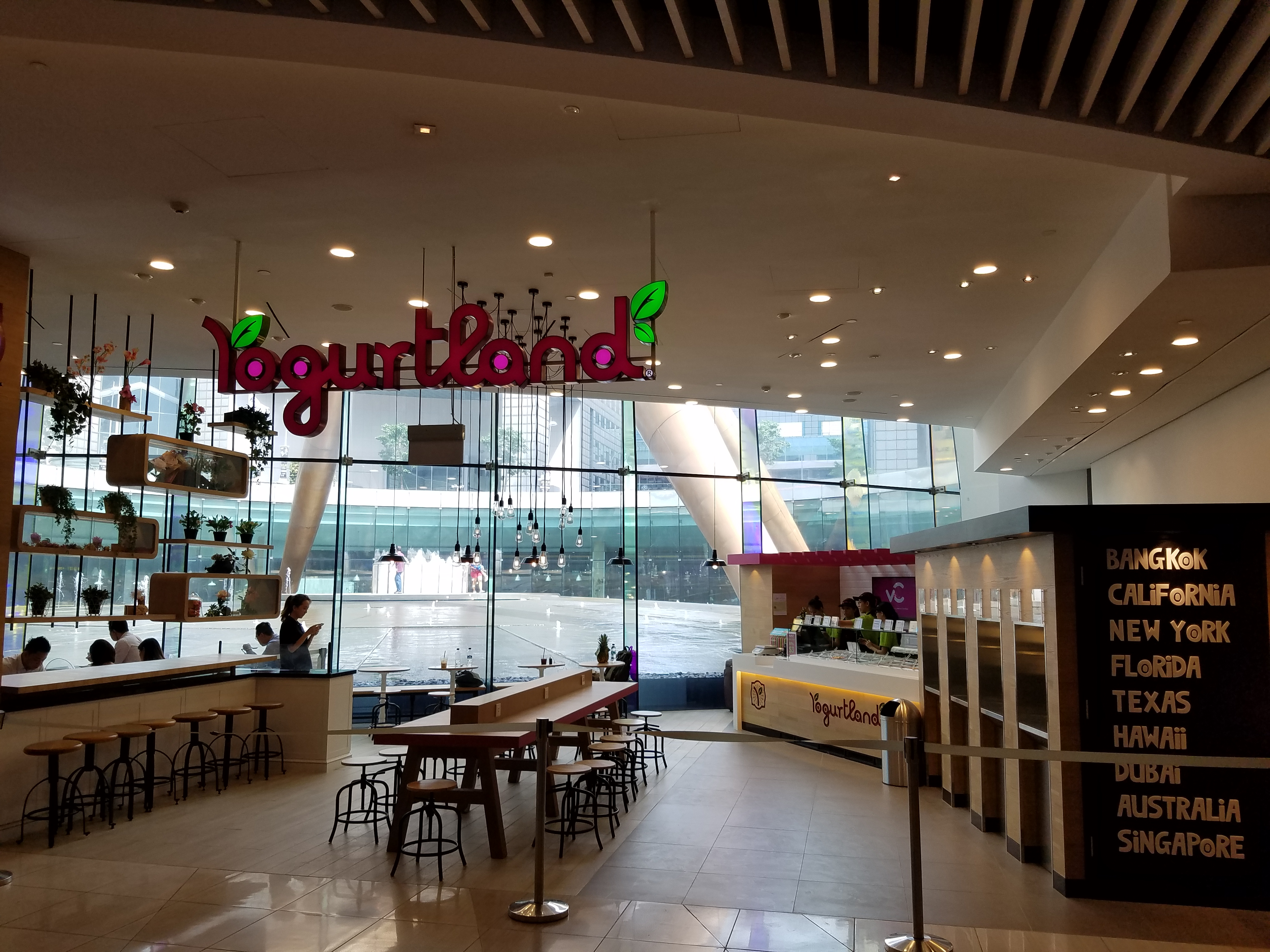
Yogurtland Suntec City Cingapura

Em 28 de janeiro de 2014, a Yogurtland abriu sua primeira loja no Oriente Médio, no Dubai Mall, em Dubai.
Em 2016, a Yogurtland fez uma parceria com Kung Fu Panda e Candy Crush, distribuindo colheres colecionáveis dos diferentes personagens ou ícones semanalmente e lançou sabores exclusivos.
Em 10 de fevereiro de 2018, a Yogurtland entrou no Sultanato de Omã, no Muscat City Centre.
Em 9 de novembro de 2019, a Yogurtland abriu sua primeira loja na Indonésia, no Lippo Mall Puri, em Jacarta Ocidental.
Em março de 2020, a Yogurtland suspendeu temporariamente suas refeições em ambientes fechados devido à pandemia da COVID-19 e expandiu suas ofertas digitais por meio de transporte e entrega.
Em 14 de novembro de 2020, a Yogurtland inaugurou seu primeiro conceito de fast casual chamado Holsom by Yogurtland em Huntington Beach, Califórnia. A inauguração marcou o primeiro local da empresa na Califórnia e seu primeiro conceito de restaurante fast casual em todo o país. O foco do Holsom by Yogurtland é oferecer um cardápio inovador de sabores experimentais com ingredientes de alta qualidade e opções de refeições mais adequadas para você, criadas pelo chef, a um preço acessível. Os itens do cardápio incluem tigelas de grãos saudáveis e torradas gourmet que complementam as bebidas artesanais e o iogurte congelado e as coberturas exclusivas do Yogurtland.
Em março de 2021, a marca deu aos fãs seu primeiro sabor de leite de aveia com o lançamento do biscoito de aveia com canela à base de plantas.
Em maio de 2021, a Yogurtland reformulou sua experiência de cliente para oferecer a eles uma experiência aprimorada, conveniente e personalizada por meio de uma atualização de seu programa de recompensas, aplicativo móvel e recursos de pedidos on-line. O novo programa de recompensas oferece benefícios aos membros, como ganhar dois pontos para cada dólar gasto, uma recompensa de US$ 5 para cada 100 pontos ganhos, um presente de aniversário gratuito, três novos níveis de recompensas e 50 pontos de bônus ao se inscrever. Os hóspedes podem fazer um pedido para entrega, retirada na loja ou serviço de bufê. Além disso, os novos recursos do aplicativo móvel incluem pedidos no aplicativo, acesso rápido a recompensas e histórico de transações, adição de cartão presente como opção de pagamento, criação e visualização de pedidos favoritos e acompanhamento do progresso para a próxima recompensa.
No verão de 2021, a Yogurtland trouxe inovação de menu para seus clientes com o lançamento de fusões de tigelas de frutas e tigelas de açaí por tempo limitado.

## Produtos
A qualquer momento, as lojas Yogurtland têm até 16 sabores em rotação. Os sabores são criados por uma equipe de Flavorologistas responsáveis por mais de 200 sabores, como Rocket Pop Sorbet, Dragon Passion Tart, Salted Caramel Pecan e Plant-Based Piña Colada. Os clientes podem misturar e combinar sabores em seus copos puxando as alças que controlam as máquinas de iogurte.
A Yogurtland oferece uma variedade de ofertas dietéticas em suas opções de sabores, incluindo sem laticínios, sem açúcar, com baixo teor de gordura, sem gordura, sem glúten e veganos. Além disso, aproximadamente 30 coberturas, incluindo frutas frescas cortadas, pedaços de chocolate, gomas, cookies, nozes, granola e xaropes estão disponíveis na barra de coberturas para complementar o iogurte congelado. Os preços dos produtos são por onça e variam de acordo com o local.